# 山﨑いさお
山﨑 いさお（やまざき いさお、本名：功、6月20日 - ）はエス・オー・プロモーション所属のタレント。神奈川県出身。日本大学芸術学部卒業。身長172cm・体重64kg。

## 主な出演作品

### バラエティ
- やってみよう何でも実験
- 獏さんのひゅーまんテレビ
- 情報!もぎたてサラダ
- ほっと!HOT!ちば
- 進ぬ!電波少年

### ラジオ番組
- かすみ果穂ナイト

### ナレーター
- ビューティ紀行2004 in USA

### 舞台
- シラノ・ド・ベルジュラック